# Il punto critico. I grandi effetti dei piccoli cambiamenti
Il punto critico. I grandi effetti dei piccoli cambiamenti (The Tipping Point: How Little Things Can Make a Big Difference) è un saggio scritto da Malcolm Gladwell e pubblicato per la prima volta dalla Little Brown nel 2000.

## Il saggio
"Il punto critico è quel livello oltre il quale un cambiamento diviene inarrestabile". Gladwell definisce il punto critico in termini sociologici come la "massa critica, il punto d'ebollizione, la soglia". Il libro descrive e analizza degli improvvisi mutamenti sociologici che in breve tempo cambiarono le abitudini e lo stile di vita di molta gente. Gli esempi sono molto variegati e passano da un improvviso ritorno alla popolarità della marca di scarpe Hush Puppies negli anni '90 al crollo della criminalità a New York nello stesso periodo. Gladwell espone la tesi che molti fenomeni sociologici si diffondano come un'epidemia e che quindi ne seguano le regole.

## Le tre regole delle epidemie
Gladwell descrive le tre regole delle epidemie (o i "tre agenti del cambiamento")
- La legge dei pochi o come afferma Gladwell "Il successo di un qualunque genere di epidemia sociale dipende dal coinvolgimento di persone che dispongono di un insieme di qualità sociali estremamente particolare e raro".[2] Gladwell cita un principio noto agli economisti come principio dell'80/20, secondo cui l'80% del lavoro viene svolto dal 20% della forza lavoro. Questo perché, secondo l'autore, solo alcune particolari persone possono innescare un'epidemia sociale. Queste persone si dividono in tre categorie:
  - I Connettori: secondo la definizione dell'autore sono "individui dotati di una speciale abilità di mettere in comunicazione il mondo".[3] I connettori sono persone dotate di una predisposizione alla socializzazione, qualità che li porta ad avere una rete estremamente ampia di conoscenze. Gladwell come esempi cita Paul Revere, un patriota americano che, durante la guerra d'indipendenza, fece una cavalcata notturna per avvisare le città nei dintorni di Boston dell'imminente arrivo dell'esercito inglese. Le varie milizie cittadine si prepararono per tempo a respingerlo, dando inizio alla rivoluzione americana. Revere viene citato come esempio per via della sua estesa rete di conoscenze che gli permise di interloquire senza preavviso con le persone giuste. Viene citato anche l'esperimento del piccolo mondo. L'esperimento consisteva nell'inviare a 160 sconosciuti che vivevano a Omaha nel Nebraska una lettera chiedendo di farla giungere a un agente di cambio di Boston. Si chiedeva alle persone di scrivere sulla busta il loro nome e di inviare la busta a una persona di loro conoscenza che avrebbe potuto consegnare la lettera. L'esperimento mostrò che servivano in media 6 passaggi per arrivare all'agente di cambio e che la maggior parte delle lettere fu consegnata da tre persone di Boston, i connettori. Gladwell attribuisce il successo dei connettori alla loro capacità di muoversi con sicurezza in diversi contesti sociali facilitando le relazioni sociali e la comunicazione tra gli individui.
  - L'Esperto di mercato, questa persona accumula informazioni in special modo sul mercato e ama condividerlo con il prossimo. Queste sono le persone che comunemente vengono contattate quando si necessita di un consiglio sull'acquisto di un prodotto o di un servizio, sono persone molto informate che seguono le notizie e che effettuano accurati controlli sui beni e sui servizi che comprano o che potrebbero comprare. L'autore analizza alcuni esempi, tra questi descrive il suo incontro con Mark Alpert, uno di essi. La definizione di Alpert è "L'Esperto di mercato è colui che desidera risolvere i problemi altrui, di solito risolvendo i propri".[4]
  - I Venditori sono delle persone con un particolare carisma che gli consente di convincere il prossimo delle loro argomentazioni. L'autore cita l'esempio di Tom Gau, un imprenditore di successo della California. Cita anche degli studi che mostravano che i sorrisi involontari di un presentatore televisivo tendevano a influenzare la decisione di voto degli elettori americani e di come alcuni movimenti ritmici del corpo potevano influenzare le risposte a dei test.
- Il fattore presa, la modalità di porre il messaggio che permette allo stesso di essere recepito. L'autore analizza due popolari show televisivi statunitensi per bambini come Sesame Street e Blue's Clues al fine di evidenziare come questi "confezionassero" il messaggio al fine di massimizzare l'apprendimento sui bambini che seguivano i programmi.
- Il potere del contesto, gli uomini sono fortemente influenzati nelle loro azioni dall'ambiente circostante, dal contesto. Gladwell cita come esempio la tolleranza zero che venne applicata a New York, questa politica colpì i piccoli crimini e i vandalismi ma portò a una drastica riduzione anche dei crimini più efferati. Per l'autore questo fu dovuto a un ambiente migliore in città che spinse molti potenziali criminali a non commettere azioni illegali. Questa strategia riprendeva gli studi James Q. Wilson che teorizzava che l'accettazione di piccoli crimini o di piccoli vandalismi permetteva la diffusione di crimini peggiori e di un maggior degrado. L'autore cita come esempio anche il successo del libro I sublimi segreti delle Ya-Ya sisters, la chiesa Metodista di John Wesley e il successo della Gore Associates. Queste realtà pur essendo molto diverse sono accomunate dalla capacità di usare la pressione del gruppo per spingere gli individui a seguire un certo comportamento.

## Altri concetti chiave
Gladwell include due capitoli con dei casi di studio che mostrano il punto critico in azione su casi reali. Questi includono i suicidi in Micronesia, l'ascesa della società Airwalk, la diffusione della sifilide a Baltimora e il mancato successo delle campagne antifumo statunitensi.

## Critiche
Molte delle analisi di Gladwell dei fenomeni del punto critico si basano sulla ricerca del 1967 Sei gradi di separazione. Come detto questa ricerca mostrava che mediamente tra due persone sconosciute c'erano al più 6 passaggi. Gladwell identificò alcuni personaggi chiave delle reti sociali basandosi su quella ricerca.
Nel 2003 Duncan J. Watts, sociologo della Columbia University, rifece l'esperimento del 1967 usando un sito web dove recuperò 61 000 persone alle quali affidò dei messaggi da consegnare a 18 persone sparse nel mondo. L'esperimento mostrò che i collegamenti tra le persone erano mediamente 6 ma mostrò anche che solo il 5% delle email passò tramite i connettori.
Watts affermò che se bastasse individuare i connettori per mettere in moto le epidemie sociali le agenzie pubblicitarie li conoscerebbero sicuramente e il tasso di successo delle pubblicità sarebbe molto più elevato di quello attuale. Inoltre la tesi del libro è in contrasto con molte delle ricerche sociali degli ultimi dieci anni.
L'economista Steven Levitt ebbe un'accesa disputa con Gladwell sul repentino calo della criminalità a New York. Gladwell imputava il calo alla tolleranza zero nei confronti dei reati minori, Levitt nel suo libro Freakonomics attribuì la diminuzione dei crimini alla riduzione dei parti indesiderati a seguito della causa Roe contro Wade che, giunta alla decisione della Corte Suprema Statunitense, aveva permesso l'aborto negli USA.

## Edizioni
- Malcolm Gladwell, The Tipping Point: How Little Things Can Make a Big Difference, Little Brown, 2000,  p. 304, ISBN 0-316-31696-2.
- Malcolm Gladwell, Il punto critico. I grandi effetti dei piccoli cambiamenti, traduzione di Patrizia Spinato, Rizzoli, 2000,  p. 318, ISBN 88-17-86422-6.
- Malcolm Gladwell, Il punto critico. I grandi effetti dei piccoli cambiamenti, traduzione di Patrizia Spinato, BUR, 2006,  p. 322, ISBN 88-17-01430-3.